# Лисицын, Юрий Егорович
Юрий Егорович Лисицын (11 мая 1920, Якимовское, Каширский район, Московская область — 30 декабря 1989, Мытищи, Московская область) — Герой Советского Союза, командир отделения 384-го отдельного батальона морской пехоты Одесской Военно-морской базы Черноморского флота, старшина 1-й статьи.

## Биография
Родился 11 мая 1920 года в селе Якимовское Каширского района Московской области в семье крестьянина. Русский.
Окончил 4 класса общеобразовательной школы. Работал трактористом в колхозе «Красная Нива».
В 1939 году Лисицын начал службу в военно-морском флоте СССР. По окончании учебного отряда Черноморского флота в Одессе продолжил службу там в качестве командира отделения дальномерщиков эсминца «Шаумян».
С самого начала участвовал в Великой Отечественной войне. Участник оборон Одессы и Севастополя, стал флотским разведчиком. В феврале 1943 года Лисицын был в десантном отряде Цезаря Куникова, захватившем плацдарм под городом Новороссийск, впоследствии названным «Малой Землёй». С мая 1943 года назначен в 384-й батальон морской пехоты Черноморского флота на должность командира отделения разведчиков. Осенью 1943 года участвовал в операциях по освобождению Таганрога, Мариуполя и Осипенко (ныне Бердянск).
Во второй половине марта 1944 года войска 28-й армии начали бои по освобождению города Николаева. Чтобы облегчить удар наступающих, было решено высадить в порт Николаев десант. Из состава 384-го отдельного батальона морской пехоты выделили группу десантников под командованием старшего лейтенанта Константина Ольшанского. В неё вошли 55 моряков, 2 связиста из штаба армии и 10 сапёров. Проводником пошёл местный рыбак Андреев. Командиром одной из десантных групп был старшина 1-й статьи Лисицын.
Два дня отряд сражался, отбив 18 атак и уничтожив при этом более 700 солдат и офицеров противника. 27 марта из-за выведенной из строя рации и отсутствия связи с командованием батальона старшина 1-й статьи Лисицын был послан Ольшанским через линию фронта. Хотя Лисицын был тяжело ранен (ему осколком мины оторвало ступню ноги), он сумел передать донесение.
28 марта 1944 года советские войска освободили Николаев. Когда наступающие ворвались в порт, из десантников остались в живых только 12 человек. Все офицеры, старшины, сержанты и многие краснофлотцы были убиты.
По причине инвалидности в декабре 1944 года Лисицын вышел в отставку. Работал председателем колхоза в селе Якимовское. В 1948 году был направлен на учёбу. С 1949 года жил в городе Мытищи Московской области, работал мастером на фабрике «Труд». Скончался 30 декабря 1989 года. Похоронен на Волковском кладбище в Мытищах (участок 12).

## Награды и звания
- Указом Президиума Верховного Совета СССР от 20 апреля 1945 года за образцовое выполнение боевых заданий командования на фронте борьбы с немецкими захватчиками и проявленные при этом отвагу и геройство старшине 1-й статьи Лисицыну Юрию Егоровичу присвоено звание Героя Советского Союза с вручением ордена Ленина и медали «Золотая Звезда» (№ 7614).
- Орден Отечественной войны 1-й степени (1985).
- Медали.
- Почётный гражданин города Николаев.

## Память
- В Николаеве в сквере имени 68-ми десантников установлен памятник.
- В посёлке Октябрьский на берегу Бугского лимана, откуда уходили на задание десантники, установлена мемориальная гранитная глыба с памятной надписью.